# Knud Søeborg
Knud Christian Søeborg (31. maj 1861 i Viborg - 4. september 1906 på Frederiksberg) var en dansk maler.
Han er bror til Axel Søeborg.

## Ægteskaber
Han blev gift første gang med Marthe Marie Nielsen, født 10.december 1866 i København, død 19. februar 1925. 
Han blev gift anden gang 18. december 1897 i København med Ida Alvilda Poulsen, født 20. januar 1868 i Frederikshavn, død 3. oktober 1915 på Frederiksberg, datter af prokurator Ove Christian P. og Olivia Larsen.

## Uddannelse og karriere
Uddannet exam. pharm., dimitt af C.F. Andersen, optaget på akademiet december 1881, elev til maj 1886, desuden elev af Aug. Jerndorff og i London af den tyske maler Hubert von Herkommer. Opholdt sig 4 år i New York, senere ophold i Tyskland, Frankrig og England. 
Udstillinger: Charlottenborg 1885-90, 1899-1905,1907, Moderne dansk kunst 1890 (Kunstfor.) Rådhusudst. 1901, Kunstnernes efterårsudstilling 1904 Zahrtmann og hans elever 1926.
Har malet portrætter af maleren Otto P. Balle (1885), Sophus Michaelis (1903), kvindeportræt Lis (1904-4), skuespiller Fredetik Jensen (1904, Teatermuseet),flere selvportrætter (udst. 1901 og 1905), enkelte interiører (bl.a. stue på Bangsbo (udst. 1900), flere portrættegninger i Teatermuseet, har skrevet en bog om Christen Dalsgaard (1902) og skrevet flere artikler om kunst bl.a. i Kunst iii 1901 (om Joakim Skovgaard) og sst. v, 1903 (om Otto Bache).